# Златоустівська сільська адміністрація
Златоу́стівська сільська адміністрація (каз. Златоуст ауылдық әкімдігі, рос. Златоустовская сельская администрация) — адміністративна одиниця у складі Сарикольського району Костанайської області Казахстану. Адміністративний центр та єдиний населений пункт — село Златоуст.
Населення — 805 осіб (2021; 1262 у 2009, 1612 у 1999, 1934 у 1989).
Станом на 1989 рік існувала Златоустівська сільська рада (село Кунтеміс, селище Златоуст). Село Кунтімес було ліквідоване 2019 року, Златоустівський сільський округ перетворено в сільську адміністрацію.

## Склад
До складу адміністрації входять такі населені пункти:
| Населений пункт | Старі назви | Населення, осіб (1989) | Населення, осіб (1999) | Населення, осіб (2009) | Населення, осіб (2021) |
| --------------- | ----------- | ---------------------- | ---------------------- | ---------------------- | ---------------------- |
| Златоуст, село  | -           | 1640                   | 1383                   | 1080                   | 805                    |
| Кунтімес, село  | -           | 294                    | 229                    | 182                    | -                      |